# Грейс Атлетік
«Грейс Атлетік» (англ. Grays Athletic) — англійський футбольний клуб з лондонського району Гейверінг. Наразі виступає у Істимській лізі, сьомому за рівнем чемпіонаті Англії.

## Досягнення
- Володар Трофею Футбольної Асоціації: 2005, 2006